# Robert Jacobus Forbes
Robert Jacobus Forbes ou Robert James Forbes (Breda, 21 de abril de 1900 – Haarlem, 13 de janeiro de 1973) foi um químico e historiador da ciência neerlandês, professor de história da ciência aplicada e tecnologia da Universidade de Amsterdã. 
Durante sua época de atividade Forbes foi internacionalmente reconhecido como historiador da tecnologia, recipiente da primeira Medalha Leonardo da Vinci, a mais significativa condecoração da Society for the History of Technology (SHOT).

## Publicações selecionadas
- Forbes, Robert James. Bitumen and petroleum in antiquity. 1936.
- Forbes, Robert James. Bibliographia Antiqua: Philosophia Naturalis. 10 volumes and 2 supplements, 1940–1963.
- Forbes, Robert James. Metallurgy in antiquity: a notebook for archaeologists and technologists. Brill Archive, 1950.
- Forbes, Robert James. Studies in Ancient Technology. Vol. 1-9. Brill Archive, 1955-64.
- Forbes, Robert James, and Eduard Jan Dijksterhuis. A history of science and technology. Vol. 1. Penguin books, 1963.
- Forbes, Robert J. A short history of the art of distillation: from the beginnings up to the death of Cellier Blumenthal. Brill, 1970.

Artgos selecionados
- Forbes, Robert James. "Short history of the art of distillation." British Journal for the Philosophy of Science 3 (11):273-275 (1952).
- Forbes, Robert James. "Metallurgy in antiquity." Studies in Ancient Technology VIII. Leiden. 1971.

## References
1. ↑  Homburg, E., (2013). "Robert James Forbes (1900–1973) – chemicus-archeoloog, techniekhistoricus, wetenschapshistoricus." Studium. 6(3-4), pp.276–281. DOI: http://doi.org/10.18352/studium.9291
2. ↑  Snelders, Harry A.M. (1973); "Forbes, Robert Jacobus (1900-1973)." Biografisch Woordenboek van Nederland, 1973.
3. Lefebvre, E., and de Bruijn, J.G. " Obituary: Professor R. J. Forbes (12 April 1900--13 January 1973). British journal for the history of science, Vol. 6, Nr. 4, (December 1973), p. 462. doi:10.1017/S0007087400012796